# Háry János
Háry János ist ein Singspiel in vier Bildern und einem Vor- und Nachspiel des ungarischen Komponisten Zoltán Kodály. Als Vorlage diente das Werk Az obsitos von János Garay, das Libretto stammt von Zsolt Harsányi und Béla Paulini. Háry János trägt den Untertitel eine Volks-Oper und wurde am 16. Oktober 1926 in der Staatsoper in Budapest uraufgeführt. Das Singspiel und die ein Jahr später daraus entstandene Orchesterfassung Háry János Suite gehören zum Hauptwerk Kodálys.

## Titel der Oper
Die Oper wird fast nur in Ungarn und der Klausenburger Staatlichen Ungarischen Oper gespielt und ist unter dem ungarischen Namen Háry János bekannt, wobei Háry der Nachname und János der Vorname ist. An den deutschen Sprachgebrauch angepasst müsste der Titel János Háry lauten.

## Handlung
Háry János spielt in Ungarn, Österreich und Italien zu Beginn des 19. Jahrhunderts.

### Vorspiel
Im Wirtshaus von Nagyabony warten die Bauern ungeduldig auf János Háry, den Aufschneider, der immer Geschichten von sich und seinen wunderbaren Erlebnissen und Heldentaten erzählt. Endlich erscheint dieser und beginnt sofort zu fabulieren.

### Erstes Bild
Ort: Wachhaus an der Grenze
János trifft mit seiner Braut Örzse an der Grenze Galiziens zu Russland auf die zweite Gattin Napoleons, Marie-Luise, die Tochter des Kaisers Franz. Diese wird mit ihrem Gefolge von russischen Wachen festgehalten. János rettet sie, indem er die Bude ins kaiserliche Territorium schubst. Marie-Louise will den mutigen Helden für die Leibwache gewinnen und János willigt nach kurzer Verhandlung ein. Die Wachbude wird auf russischen Boden zurückgestoßen, und die Gesellschaft zieht nach Wien.

### Zweites Bild
Ort: Park der Wiener Hofburg
János dient als Wachtmeister in der Wiener Burg und erwirbt sich weitere Verdienste. Örzse lässt sich vom ansässigen Ritter Ebelastin nicht beirren und glaubt fest an die Treue János', der sich der Aufmerksamkeit Marie-Luises erfreut. Aus Wut zieht der Ritter Ebelastin die Kriegserklärung Napoleons an Kaiser Franz aus der Tasche.

### Drittes Bild
Ort: Mailänder Festung
Bei Mailand stationiert wird János nun als Krieger von General Kruzifix um Rat gebeten und es beginnt „Napoleons Schlacht“, an deren Ende Napoleon jedoch den unbesiegbaren János Háry kniend um Gnade bittet. Marie-Luise will sich von Napoleon trennen, um János zum Gefährten zu nehmen. Daraufhin geraten Örzse und Marie-Luise in Zank. Ihre Hoheit wünscht, dass Örzse in ihre Heimat zurückkehrt und János Háry zum Herzog ernannt wird. Örzse weint bitter, bis János ihr ins Ohr flüstert, dass er alles in Ordnung bringe.

### Viertes Bild
Ort: Wiener Hofburg
Marie-Luise und ihre Mutter bereiten die Hochzeit am Kaiserlichen Hof vor. Beim Festessen während der Gunstbezeigungen trifft Örzse ein, um Abschied von János Háry, dem Bräutigam, zu nehmen. Er bekennt, dass er sich doch nur nach seiner Heimat sehnt und seine frühere Frau liebt. Der Kaiser ist zwar enttäuscht, aber er erlässt dem Helden großzügig den Rest seiner Dienstzeit.

### Nachspiel
Wieder im Wirtshaus von Groß-Abony. János Háry hat seine spannenden Erzählungen beendet und die Bauern lassen ihn, den tapferen Helden, hochleben.